# Imre Sátori
Imre Sátori, född 7 mars 1937 i Budapest, död 30 november 2010 i Budapest, var en ungersk fotbollsspelare.
Han blev olympisk bronsmedaljör i fotboll vid sommarspelen 1960 i Rom.